# Tierische Freunde
Tierische Freunde war eine TV-Serie des Schweizer Fernsehen und Schweizer Radio und Fernsehen. Die Sendung erzählte Geschichten über Tiere und deren Halter. Die Serie verdoppelte innert der ersten acht Wochen ab Erstausstrahlung die Zuschauerzahlen und erreichte im Januar 2011 in der Access-Primetime auf SF 1 ab 18:15 Uhr pro Sendung bis zu 275'000 Zuschauer rund 18 % Marktanteil.

## Folgen und Sendetermine
Die 1. Staffel mit 9 Folgen wurde Ende August 2010 erstausgestrahlt. Aufgrund des Zuschauererfolges wurde die Sendung im Winter 2010/2011 ohne Unterbruch mit einer 2. Staffel in Form von weiteren 9 Folgen fortgesetzt. Die 3. Staffel startete am 28. August 2011. Die 4. Staffel der Serie startete ab 22. April 2012. Die 5. Staffel wurde ab 2. Dezember 2012 ausgestrahlt. Staffel 6 und 7 folgten im Spätherbst 2013 und Spätherbst 2014. Staffel 8 startete im November 2015.

## Struktur und Themen
In Staffel 1 bis 3 wurden die Tiergeschichten mit den dramaturgischen Mittel der Dokusoap erzählt. Ab der 4. Staffel wurde Tierische Freunde neu in Form einer moderierten TV-Magazinsendung gestaltet. Moderatorin ist Nina Havel. Während in Staffel 1 vorwiegend Geschichten von Haustieren aus den Bereichen Alltag, Arbeitseinsatz und Tiermedizin erzählt wurden, wurden ab Staffel 2 zusätzlich auch Zootiere und regelmässige Portraits von Haustieren beim Tierarzt in die Serie mit einbezogen. Ab Staffel 4 werden auch verstärkt Tipps von Profis für Tierhalter in die Sendung einbezogen. In Staffel 5 wurde erstmals auch eine Rubrik "Tier der Woche" aufgenommen.
Für die Wiederausstrahlung wurden einzelne Folgen von Staffel 2 neu bearbeitet und mit Sequenzen von Moderatorin Nina Havel ergänzt.

## Produktionsnotizen
Die Mitarbeit von Tanja Gutmann als Redaktorin bei der Herstellung der Serie wurde von der Presse im Vorfeld der Ausstrahlung breit kommuniziert.

## Nachfolge-Sendung
Die Serie wurde 2017 nach 8 Staffeln und 72 Folgen durch das neue Format Tiergeschichten mit Monika Fasnacht und Filou abgelöst.